# 3687 Dzus
3687 Dzus è un asteroide della fascia principale del diametro medio di circa 28,61 km. Scoperto nel 1908, presenta un'orbita caratterizzata da un semiasse maggiore pari a 2,7290710 UA e da un'eccentricità di 0,1969837, inclinata di 15,80662° rispetto all'eclittica.